# Bersone
Bersone (Barsùn in dialetto locale) è una frazione di 282 abitanti del comune di Valdaone nella provincia di Trento.
Ha costituito comune autonomo fino al 31 dicembre 2014, dopodiché il 1º gennaio 2015 si è fuso con Daone e Praso per formare il nuovo comune di Valdaone.

## Storia

### Simboli

Vecchio stemma comunale

Lo stemma e il gonfalone del comune di Bersone erano stati approvati con deliberazione della Giunta provinciale (D.G.P.) del 2 giugno 1989, n. 6080.
Stemma
Corona: Murale di comune.
Ornamenti: A destra una fronda d'alloro fogliata al naturale, fruttifera di rosso; a sinistra una fronda di quercia fogliata e ghiandifera al naturale, legate da un nodo d'oro.»
È rappresentato in forma stilizzata il ponte dei Tringoì sul fiume Chiese.
Gonfalone
Il bilico sarà unito all'asta, foderata da una guaina di velluto dai colori del campo, marcati da argentee bullette lungo la loro partizione, da un cordone a nappe d'argento.»

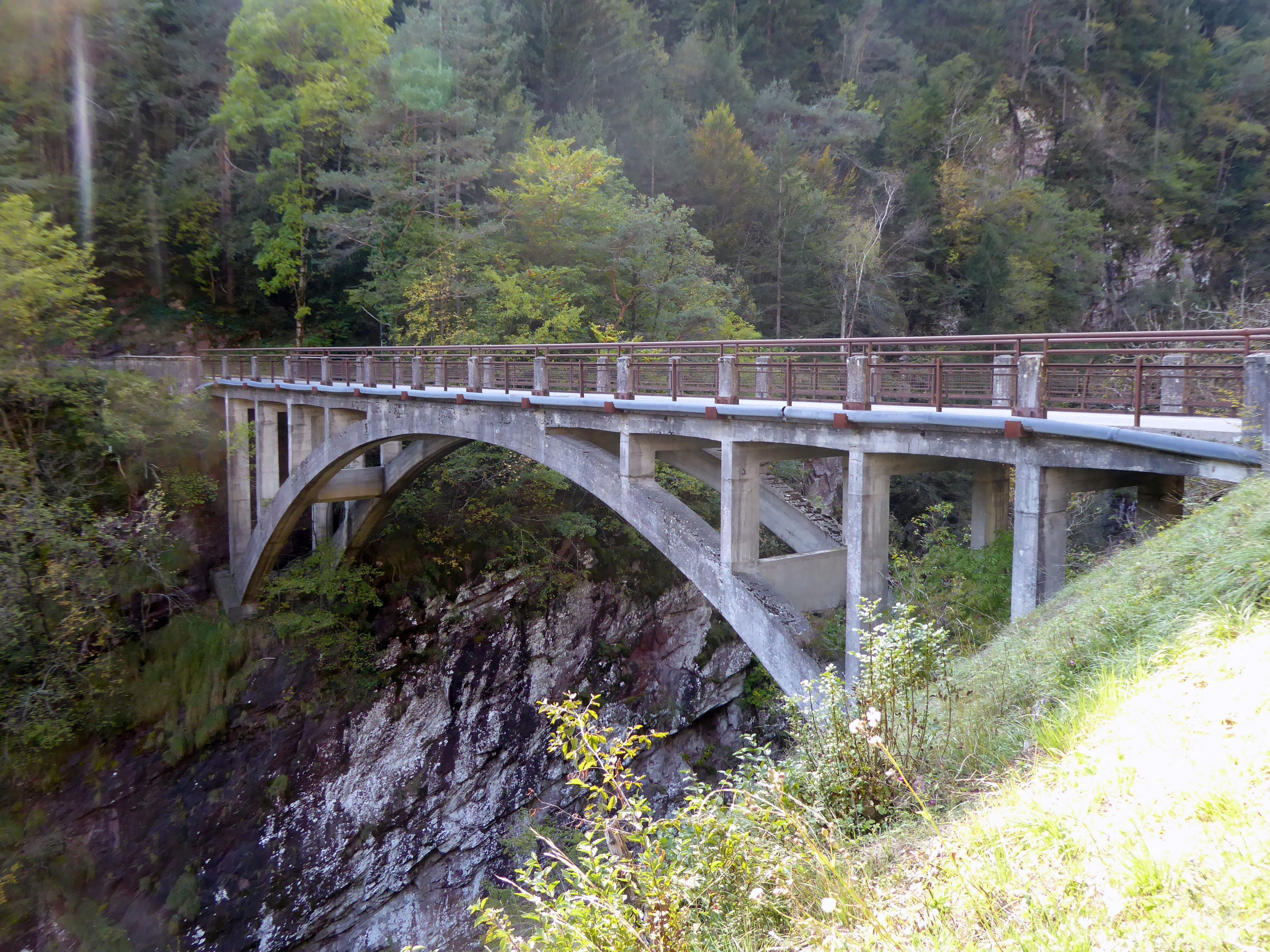
Ponte sul Chiese

## Monumenti e luoghi d'interesse
- Chiesa dei Santi Fabiano e Sebastiano

## Società

### Evoluzione demografica
Abitanti censiti

## Amministrazione
L'ultimo sindaco di Bersone fu Lener Bugna della lista civica eletto il 16 novembre 2004 e rieletto il 17 maggio 2010.

### Variazioni amministrative
Nel 1928 il comune di Bersone fu soppresso per la prima volta e i suoi territori aggregati al comune di Pieve di Bono; nel 1952 il comune fu ricostituito (Censimento 1951: pop. res. 318).